# نيلام فاروق
نيلام فاروق هي ممثلة ألمانية ولدت في 26 سبتمبر 1989.